# Masayuki Katō (1932-1993)
Masayuki Katō (加藤 正之 Katō Masayuki; Kokura Kita-ku, Kokura, Prefectura de Fukuoka; 29 de enero de 1932-18 de marzo de 1993) fue un seiyū japonés. Es recordado, entre otros roles, por haber interpretado a Nobisuke Nobi, el padre de Nobita Nobi, de la serie Doraemon. Además, realizó trabajos en animación.
Falleció a los 61 años de edad tras una larga lucha contra el cáncer de garganta que padecía.

## Papeles interpretados

### Series de anime
- City Hunter 2 como  Torakichi Kurebayashi (ep 36)
- Cyborg 009 (1979) como Ginkar
- Dirty Pair como Marcus Brannigan (ep 17)
- Doraemon (1979-1992) como Nobisuke Nobi
- El Puño de la Estrella del Norte como Garzus (ep 61) y Jackal (eps 11-13)
- Fushigi no Umi no Nadia como el Almirante Alemán
- Go! Anpanman como Fuketsuman y Amefuri Oni
- Kikou Keisatsu Metal Jack como Falcon Fujinami (ep 8)
- Kyoshin Gorg como Samuel Gott
- Musashi no Ken como Oshou
- Plawres Sanshiro como Norita (eps 15, 21)
- Tokusou Kihei Dorvack como Fred Bean
- Vickie el vikingo como Sven

### OVAs
- Davide no Hoshi como Genpei Hirukawa

### Películas
- Akira como el Ingeniero Sakiyama
- City Hunter: Un mágnum destinado al amor como el embajador Bondal
- Doraemon: El dinosaurio de Nobita como Nobisuke Nobi
- Doraemon: La gran aventura de Nobita en el Inframundo como Nobisuke Nobi
- Doraemon: The Space Hero como Nobisuke Nobi
- Doraemon y el ejército de los hombres de hierro como Nobisuke Nobi
- Doraemon y el misterio de las nubes como Nobisuke Nobi
- Doraemon y el mundo perdido como Nobisuke Nobi
- Doraemon y el nacimiento de Japón como Nobisuke Nobi
- El castillo de Cagliostro como el Falsificador y el Delegado Francés
- Fushigi no Umi no Nadia como el Almirante Alemán

## Trabajos en animación
Fue el productor ejecutivo de la serie de OVAs Ys.